# Pero Stojkić
Pero Stojkić (sinh 9 tháng 12 năm 1986 ở Mostar, Bosna và Hercegovina, Nam Tư) là một cầu thủ bóng đá.
Anh chơi ở vị trí hậu vệ trái và hiện tại là đội trưởng của câu lạc bộ.